# Gods & Heroes: Rome Rising
Gods & Heroes: Rome Rising (с англ. — «Геро́и и бо́ги: Расцве́т Ри́ма»; сокращается как G&H или GnH) — компьютерная игра в жанре MMORPG, разработанная Perpetual Entertainment и Heatwave Interactive, релиз игры состоялся 21 июня 2011 года в Северной Америке и 24 июня 2011 года в Европе. Действие игры происходит в мире Древнего Рима, в котором исторические элементы и враги (этруски, фалиски и т. д.) переплетены с мифическими (циклопы, горгоны и т. д.) Игрокам доступны на выбор соответствующие эре классы, такие как солдаты, гладиаторы и мистики, каждый из которых может возвысить себя до олимпийского бога, такого как Юпитер или Марс.
Изначально игра разрабатывалась Perpetual Entertainment, но она остановила разработку игры в октябре 2007 года. После этого в феврале 2010 года Heatwave Interactive объявила, что приобрела права на игру и у компании есть планы завершить разработку игры. Игра была выпущена в июне 2011 года для розничной покупки и подписки. В начале 2012 года подписка была отменена, (стоимость самой игры составляла 10 долларов). В сентябре 2012 года игра и её форумы были выключены для техобслуживания и так никогда полностью не были включены обратно, хотя некоторые из игроков по-прежнему могли входить в игровые серверы после этого. Позднее Steam удалил игру из своего магазина.

## Доступные классы
В начале игры будет доступно шесть классов персонажа: солдат (англ. Soldier), гладиатор (англ. Gladiator), мистик (англ. Mystic), жрец (англ. Priest), разведчик (англ. Scout) и кочевник (англ. Nomad) (замещающий на этом месте разбойника (англ. Rogue), хотя разбойника планируется сделать классом, до которого можно будет развиться в процессе игры).
Каждый класс поклоняется одному из двух богов: солдаты поклоняются Минерве или Марсу; гладиаторы поклоняются Фортуне или Юпитеру; разведчики поклоняются Диане или Аполлону; кочевники поклоняются Немезиде или Меркурию; жрецы поклоняются Юноне или Плутону; мистики поклоняются Тревии или Вакху. Каждый бог или богиня наделяет своего почитателя уникальными божественными силами, которые дополняют способности персонажей каждого класса.

## Приспешники
Приспешники (англ. Minions) рекламировались, как одна из уникальных возможностей игры. Существует несколько способов собрать более чем 130 доступных в игре приспешников. Игрок может нанять приспешников, чтобы они присоединились к его лагерю за деньги, получить приспешников в качестве награды за выполнение поручений (квестов), получать контракты приспешников в качестве части награбленного или заработать их уважение, поборов их в сражении. Приспешниками могут быть воины, стрелки, персонажи, накладывающие заклинания, и мифические существа. Эти наёмники управляются системой искусственного интеллекта, позволяющей им лечить персонажа игрока, нападать, защищать, группироваться в различные подразделения и узнавать специальные движения. Кроме того, каждый бог создал особого мифического приспешника, доступного своим отпрыскам. В дополнение к искусственному интеллекту игроки могут управлять всеми аспектами своих приспешников, такими как указание приспешнику-целителю лечить определённого игрока или настройка параметров подразделений. По мере роста уровня персонажа игрок получает возможность управлять всё бо́льшим количеством приспешников, до тех пор, пока в его команде не наберётся четыре приспешника. Каждый член партии имеет возможность привести с собой в партию четырёх приспешников. Будут испытания, поручения и некоторые другие случаи, когда на игрока будут накладываться ограничения на число приспешников, которые он будет способен привести с собой.

## Отзывы
| Год  | Категория                                          | Результат | Примечания |
| ---- | -------------------------------------------------- | --------- | ---------- |
| 2006 | Allakhazam's Best of Show Award                    | Победа    | [ 7 ]      |
| 2006 | TenTonHammer's Best of Show Award                  | Победа    | [ 8 ]      |
| 2006 | MMORPG.com's Game of Show and Best Graphics Awards | Победа    | [ 9 ]      |
| 2006 | Stratics' Best Gameplay Award                      | Победа    | [ 10 ]     |
| 2006 | GameAmp's Best Gameplay Award                      | Победа    | [ 11 ]     |

Игра упоминалась в 4-м выпуске программы «Без винта» на российском телеканале Gameland TV.